# Batalla de Kellola
La Batalla de Kellola se libró durante la Expedición de Santo Domingo durante la Revolución Haitiana.

## Historia
Las tropas rebeldes del 9.º  Regimiento de Granaderos comandadas por el general Jacques Maurepas ocuparon la ciudad de Port-de-Paix .
El regimiento, de 2.000 efectivos, había sido reforzado por 5.000 cultivadores insurgentes.
A principios de mes, el general Jean Humbert desembarcó con 1.200 hombres en la ciudad, pero fue rechazado con la pérdida de 400 hombres. Sin embargo, la derrota de Toussaint Louverture en la batalla del Barranco de Couleuvres aisló al regimiento de Maurepas.
Leclerc comenzó enviando a Humbert 1.500 hombres por mar como refuerzos, comandados por el general Debelle , luego las tropas de Edme Desfourneaux , también de 1.500 efectivos, que pasaron por Gros Morne.
Rodeado y desesperado por la derrota de Toussaint, Maurepas se rindió el 25 de febrero, mismo día que Santo Domingo caía en manos de las tropas francesas.